# Ebegomphus schroederi
Ebegomphus schroederi – gatunek ważki z rodziny gadziogłówkowatych (Gomphidae). Znany jedynie z miejsca zebrania holotypu – stanu Pará w Brazylii.
Gatunek ten opisał (pod nazwą Cyanogomphus schroederi) w 1970 roku J. Belle w oparciu o pojedynczy muzealny okaz samca odłowiony w maju 1920 roku nad rzeką Tapajós w Brazylii.